# This Love (bài hát của Maroon 5)
"This Love" là một bài hát của ban nhạc pop rock người Mỹ Maroon 5. Bài hát được chọn làm đĩa đơn thứ hai từ album đầu tay Songs About Jane (2002), được phát hành vào ngày 12 tháng 1 năm 2004. Bài hát được xây dựng xoay quanh một câu đàn dương cầm đặc sắc và câu đàn guitar riff lặp lại. Lời bài hát dựa trên vụ chia tay của ca sĩ chính Adam Levine với bạn gái cũ. Anh tiết lộ rằng bài hát được sáng tác trong "thời điểm phiền muộn về cảm xúc nhất" trong đời anh. Anh còn miêu tả lời bài hát là có màu sắc cực kỳ gợi dục. "This Love" nhận được những đánh giá của giới phê bình âm nhạc, họ dành lời khen cho phạm vi âm nhạc và khâu sản xuất của ca khúc.
"This Love" lọt vào top 10 ở đa số các bảng xếp hạng, xếp đầu một số bảng xếp hạng thành phần của tạp chí Billboard như vị trí quán quân trên bảng Hot Adult Top 40 Tracks. Video âm nhạc cùa bài gây tranh cãi do liên quan đến những cảnh làm tình thân mật kéo dài giữa Levine và bạn gái anh. "This Love" giúp Maroon 5 đoạt giải Video âm nhạc của MTV cho nghệ sĩ mới xuất sắc nhất và là bài hát được phát sóng nhiều thứ ba trong năm 2004. Phiên bản biểu diễn ca khúc trực tiếp đã đem về cho Maroon 5 chiến thắng ở hạng mục trình diễn song tấu hoặc nhóm nhạc giọng pop xuất sắc nhất tại giải Grammy 2006. "This Love" vẫn là một trong những đĩa đơn thành công nhất của Maroon 5.

## Hoàn cảnh ra đời
"This Love" là đĩa đơn thứ hai trích từ album đầu tay Songs About Jane (2002) của Maroon 5. Trong một phỏng vấn với MTV News vào tháng 8 năm 2002, Levine tiết lộ anh đã sáng tác bài hát vào hôm cô bạn gái chuyển đi sau khi họ chia tay. Trong một phỏng vấn khác, Levine tiết lộ ca khúc được anh sáng tác vào "thời điểm phiền muộn cảm xúc nhất" đời mình. Anh chia sẻ thêm: "Tôi đang trong mối quan hệ sắp chấm dứt, nhưng mặt khác tôi thực sự thấy phấn khích vì ban nhạc chuẩn bị sản xuất đĩa nhạc và tôi hạnh phúc vô cùng khi tiến vào phòng thu. Cô ấy thật sự rời khỏi thị trấn trong mấy ngày tôi viết lời cho 'This Love', vì thế tôi đang trong trạng thái cảm xúc tuyệt nhất để sáng tác ra ca khúc với mâu thuẫn ấy."

## Nhạc và lời
Ryan Dusick (cựu tay trống của Maroon 5), chia sẻ về nguồn gốc của "This Love".
Trong quá trình phát triển "This Love", ban nhạc cho biết bài hát chịu ảnh hưởng của nhạc sĩ Stevie Wonder. Bản nhạc được sáng tác ở cung Đô thứ, nhịp phách đặt theo nhịp phổ thông còn số nhịp cùa bài là 95 nhịp/phút. Phần mở đầu bài "This Love" có một đoạn nhạc kiêu hãnh do dương cầm dẫn dắt. Maroon 5 xem "This Love" là một bài hát pop-rock cực kỳ chất lượng. Nhạc trong bài có tiếng gằn (crunch) của guitar rock nhiều hơn, đồng thời tác phẩm được xem là một bài hát pop rock và alternative rock có hồn, chứa yếu tố của nhạc bounce. Demo của bài hát có một đoạn guitar solo. Trong cuốn sách Hooks in Popular Music của hai tác giả Tim Byron và Jadey O’Regan, ở đầu ca khúc có xuất hiện hiệu ứng điều chỉnh âm tần (EQ), hiệu ứng này sử dụng bộ lọc thông cao (high-pass filter) để tạo cho giọng hát chính một kết cấu mỏng và the thé, thường phù hợp với ý nghĩa của lời bài hát trong phần giai điệu chủ đạo (topline).
Theo Johnny Loftus của Allmusic, phần nhạc trong bài có "sự chuyển đổi mượt mà từ nhịp điệu của R&B cổ điển sang âm lượng pop sôi động". Loftus thấy rằng bài hát sở hữu "chất giọng giả thanh mỉa mai của Levine xoay quanh đoạn nhạc dương cầm và bộ gõ kiêu hãnh mang âm sắc nặng nề, chúng đều được phát triển trước và trình bày trực tiếp. Giọng bè líu lo cùng tiếng đàn synth và sáo mang màu sắc vui tươi đóng vai trò là đối trọng". Loftus còn lưu ý ban nhạc có một "sự công kích bằng tình dục" với ca từ: "I tried my best to feed her appetite / To keep her coming every night / So hard to keep her satisfied". Steve Morse của The Boston Globe miêu tả âm thanh của đĩa đơn là "một câu chuyện rất hay mà có hồn về một mối quan hệ đổ vỡ". Meghan Bard của The Daily Campus bình luận thêm rằng bài hát có "kiểu hát của Stevie Wonder và nhịp phách kiểu funk của R&B".
Trong một phỏng vấn với Rolling Stone, khi được hỏi về những câu hát "Keep her coming every night" và "Sinking my fingertips into every inch of you", Levine đáp: "Đúng rồi, mấy [câu hát] đó gợi tình đấy. Tôi phát mệt trước những loại ca từ thông thường như 'Ooh, baby', 'I love you' và mấy câu mập mờ như thế. Tôi nghĩ cách nói trực diện hơn mà không phải nói rõ ý hoàn toàn mới là phương án hay. Các thiếu nữ sẽ thích chúng, còn ông bà tôi thì chẳng hiểu lắm đâu. Nhưng mấy câu hát sẽ đả kích ghệ cũ của tôi như hàng tấn gạch vậy. Như vậy mới hoàn hảo chứ." Anh cũng bình luận về sự việc MTV đã chỉnh sửa ca từ trước khi phát MV của bài, khi mà từ "coming" bị lược khỏi câu hát "keep her coming every night". Levine lưu ý: "Giờ đây MTV đã chỉnh sửa cả ngôn từ. Họ không để cho tôi hát 'Keep her coming every night' và họ lược từ "sinking" khỏi cụm từ 'sinking my fingertips'. [Hành động của họ] cứ như Cộng sản Trung Quốc vậy. Thật là kỳ quặc."

## Đón nhận
"This Love" nhận được đánh giá cao từ giới phê bình. Trong bài đánh giá album của Rolling Stone, nhà phê bình Christian Hoard viết: "Những xúc cảm ngất ngây lãng mạn nơi thành thị của Adam Levine phát huy tốt nhất khi ban nhạc giữ được phong độ tốt. Như trong 'This Love', bài hát sử dụng dương cầm và guitar chơi kiểu James Brown, tạo nền tảng để mà Levine có thể ám ảnh về cái đẹp (kể cả cái đẹp của chính anh)." Jason Thompson của PopMatters lưu ý rằng ở các bài hát "This Love" và "Must Get Out", nghệ sĩ keyboard Jesse Carmichael "đã thành công khi lần lượt gợi đến những tác phẩm của Britney Spears và New Radicals". Sam Beresky của Daily Lobo tỏ ra kém phần hào hứng hơn về album, anh khen ngợi ban nhạc trong bài "This Love" với lưu ý: "...'This Love' là một phiên bản đầu tiên vui hơn với nhịp chẵn [trong nhịp 4/4] gợi đến bài 'Superstition' của Stevie Wonder. Bài hát có thể làm [người nghe] dậm chân, gật gù hay thậm chí lắc lư theo nếu được bật với âm lượng lớn."
Năm 2003, nhật báo New Straits Times chọn "This Love" cùng "Harder to Breathe", "Sunday Morning" và "Not Coming Home" là những bài chủ chốt của Songs About Jane. Năm 2004, Ludington Daily News đề cử ca khúc là bài tiêu biểu của Songs About Jane, đưa album đến thành công thương mại năm ấy, mặc dù album ra mắt từ năm 2002. Trong cuốn sách Maroon 5: Shooting For the Stars (2013), tác giả Chloé Govan nhận xét rằng Maroon 5 nhanh chóng nổi tiếng nhờ vào đĩa đơn thứ hai ("This Love") chứa ca từ nhục dục rõ ràng.
Tháng 5 năm 2004, nhạc sĩ John Mayer kể với Rolling Stone rằng anh thích album Songs About Jane của Maroon 5. Mayer cũng nhận xét tích cực về ca khúc: "Khi nghe 'This Love,' bài hát lập tức làm tôi phản ứng có phần kích thích. Đó là một trong những ca khúc hoàn hảo mà bạn luôn hi vọng có thể sáng tác được." Đĩa đơn còn củng cố sức hấp dẫn của Maroon 5 và giúp họ thành một trong những ban nhạc gây đột phá của năm 2004. Ban nhạc phát hành một đĩa EP có tựa đề 1.22.03.Acoustic. Một phiên bản acoustic của "This Love" xuất hiện trong đĩa EP này.
"This Love" được nhiều người xem là một trong những ca khúc hay nhất của Maroon 5. Năm 2022, cả Billboard và American Songwriter đều xếp bài hát ở vị trí số hai trong danh sách 10 ca khúc hay nhất của Maroon 5.

### Đề cử và giải thưởng
Ban nhạc đã giành giải Video âm nhạc của MTV cho nghệ sĩ mới xuất sắc nhất nhờ MV của "This Love" vào năm 2004. Cũng cùng năm ấy, bài hát đoạt giải bài nhạc rock lựa chọn (Choice Rock Track) tại giải Teen Choice Awards. Theo Nielsen Broadcast Data Systems, "This Love" là bài hát được phát nhiều thứ ba trong năm 2004 với tổng 438.589 lần phát. Tại lễ trao giải Grammy lần thứ 48, ca khúc thắng giải Grammy ở hạng mục trình diễn song tấu hoặc nhóm nhạc giọng pop xuất sắc nhất.

## Diễn biến thương mại
"This Love" có mặt trên Billboard Hot 100 và giành được vị trí cao nhất là hạng năm. Bản remix của Junior Vasquez Mixes xếp đầu bảng xếp hạng Billboard Hot Dance Music/Club Play. Ca khúc cũng có mặt ở vị trí 18 ở bảng Hot Dance Airplay. "This Love" đạt ngôi quán quân trên Top 40 Mainstream, nắm ngôi đầu bảng Hot Adult Top 40 Tracks của Billboard và nắm vị trí này trong 10 tuần. Bài hát nằm trong top bài được tải nhạc số nhiều nhất năm 2004. Năm 2007, bài nhạc lại lọt vào bảng xếp hạng Hot Digital Songs của Billboard ở vị trí số 36. Tính đến tháng 6 năm 2014, tác phẩm đã tiêu thụ được hơn hai triệu bản ở Hoa Kỳ.
"This Love" lọt top 10 ở 12 quốc gia. Ngày 1 tháng 5 năm 2004 ở Liên hiệp Anh, ca khúc chiếm vị trí số ba trên UK Singles Chart. Bài nhạc lọt top 10 ở Bỉ, Pháp và Úc. Đĩa đơn còn lọt top năm ở Áo, Na Uy, New Zealand và Thụy Sĩ. Ngoài ra, "This Love" có mặt tại các bảng xếp hạng âm nhạc của Đức, Ireland, Thụy Sĩ và Ý.
Theo Associated Press, các thành tích của đĩa đơn "This Love" (lọt vào top 10 Billboard Hot 100) và album Songs About Jane (doanh số 1,5 triệu bản) đã giúp Maroon 5 dấn thân vào thị trường đại chúng.

## Video âm nhạc

Video âm nhạc của "This Love" bản chưa kiểm duyệt (trên) và đã kiểm duyệt (dưới).

Tháng 11 năm 2003, "This Love" bắt đầu xuất hiện trên MTV và VH1. Ngày 6 tháng 1 năm 2004, video âm nhạc (MV) của "This Love" ra mắt trên chuyên mục Total Request Live của MTV. MV do Sophie Muller làm đạo diễn, kết hợp các cảnh ban nhạc biểu diễn trong một sân nhỏ được dựng tại Mack Sennett Studios và cảnh Adam Levine chia tay một phụ nữ. Ngày 15 tháng 1 năm 2004, video hậu trường của MV được công chiếu. Theo lời Levine, ý tưởng đằng sau MV được lấy từ Prince: "Sự khiêu gợi quá lộ liễu cũng làm cho người ta bối rối. Cái video đó là việc mà một 'ngôi sao nhạc pop' hay làm."
MV có sự tham gia của Levine và người mẫu Kelly McKee (bạn gái anh thời điểm đó) trong một vài cảnh thân mật. Bản MV có một luồng hoa CGI che mất màn hình cũng được sản xuất. Khi được hỏi về MV, Levine đáp: "Thật ngạc nhiên khi [MV] chẳng kỳ quặc hay khiêu gợi. [MV] hoàn toàn xem được. Tôi thì chẳng bị kích thích gì, thật kỳ lạ vì tôi quay [MV] với bạn gái mình mà."
Tuy nhiên MV vẫn gây tranh cãi khi Sylvia Patterson của nhật báo The Daily Telegraph miêu tả tác phẩm là "một video nhạc pop khiêu dâm". Khi được yêu cầu nêu bình luận về sự đón nhận dành cho MV, nghệ sĩ bass Michael Madden đã xem sự việc gây tranh cãi này là "một phản ứng thái quá vô lý."

## Biểu diễn trực tiếp

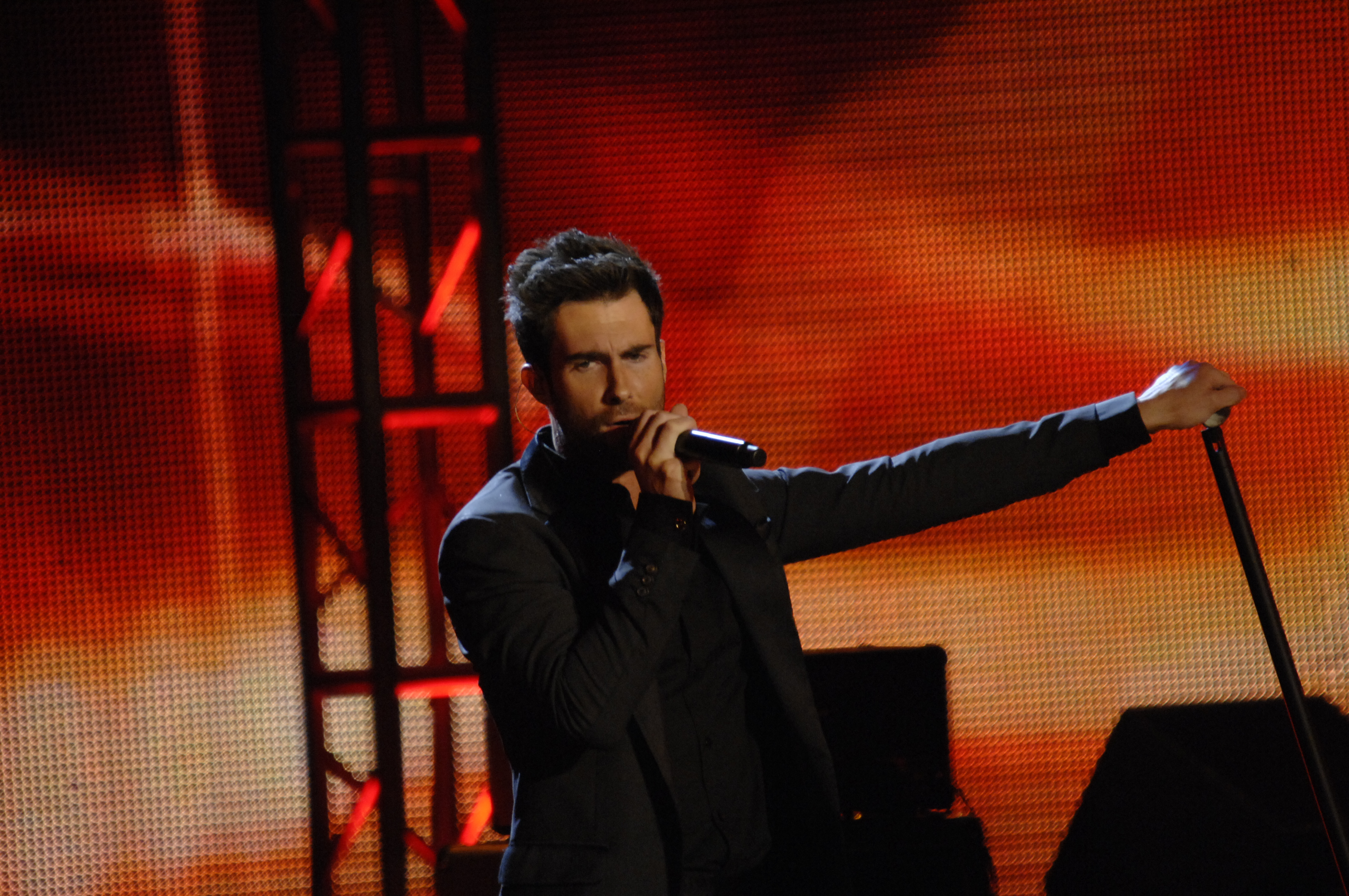
Adam Levine hát "This Love" tại lễ nhậm chức tổng thống đầu tiên của Barack Obama năm 2009.

"This Love" là một trong những bài hát được Maroon 5 nhiều lần biểu diễn trực tiếp tại các sự kiện âm nhạc lớn nhỏ. Ngày 15 tháng 1 năm 2004, ban nhạc có một tiết mục đặc biệt trình bày trực tiếp ca khúc "This Love" trên chương trình Total Request Live của MTV. Tháng 2 năm 2004, Maroon 5 đã biểu diễn trực tiếp "This Love" trên Saturday Night Live (SNL). Ngày 23 tháng 5 năm 2004, ban nhạc đã trình bày ca khúc trên chương trình Top of the Pops phiên bản Hà Lan. Ngày 2 tháng 7 năm 2005, Maroon 5 trình diễn "This Love" tại đại lộ Benjamin Franklin, Philadelphia, nằm trong khuôn khổ đại nhạc hội từ thiện Live 8.
Hè năm 2008, "This Love" nằm trong số các ca khúc mà Maroon 5 biểu diễn trong buổi hòa nhạc ở Montréal, Québec, Canada. Về sau chuỗi tiết mục này được thu thành album trực tiếp có tựa đề Live from Le Cabaret: In Montreal, Quebec. Năm 2010, ca khúc được ban nhạc thể hiện trong chuỗi chương trình Summer Sets của Vevo. Tại nhạc hội Rock in Rio 2011, Maroon 5 thay thế cho rapper Jay-Z vào phút chót và trình diễn "This Love" cùng nhiều bài hit của ban nhạc như "Harder to Breathe", Moves Like Jagger", "Won't Go Home Without You" hay "Makes Me Wonder". Họ tái ngộ tại nhạc hội Rock in Rio 2017 để trình diễn "This Love" cùng một số bài hit khác của mình. Ngày 3 tháng 2 năm 2019, trong chương trình ca nhạc phục vụ khán giả ở giờ nghỉ giữa hiệp của Super Bowl, Maroon 5 đã biểu diễn "This Love" cùng loạt bài hit khác như "Moves Like Jagger", "Sugar", "Girls Like You" và "Harder to Breathe". Tháng 6 năm 2019, "This Love" nằm trong danh sách tiết mục của ban nhạc khi tham gia nhạc hội nhỏ (mini-festival) Summertime Ball, do đài phát thanh Capital tổ chức tại sân vận động Wembley. Cuối năm 2023 trong chuyến đi đến Phú Quốc, Việt Nam để tham gia nhạc hội 8Wonder Winter Festival, Maroon 5 đã biểu diễn loạt bài hit như "This Love" cùng "She Will Be Loved", Sunday Morning", "Makes Me Wonder", "Payphone", "One More Night" và nhiều bài hát khác.

## Sử dụng và cover
Tháng 5 năm 2004, Kanye West đã phối lại (remix) "This Love" và đặt tên là "This Love (Kanye West remix)". Năm 2006, nhóm nhạc K-pop Big Bang đã cover bài hát và đưa vào album đầu tay cùng tên nhóm. Năm 2012, ca sĩ, YouTuber người Thụy Điển Joel Berghult (nghệ danh Roomie) từng thu một bản cover của ca khúc. Ca sĩ người Canada Michael Bublé từng thu một bản cover của "This Love" để đưa vào album trực tiếp Caught in the Act (2005). Tại chương trình The Voice – La plus belle voix (phiên bản tiếng Pháp của The Voice) năm 2016, thí sinh Raphaël Perez đã tham dự vòng thi giấu mặt với một bản cover của ca khúc, song không được giám khảo nào bấm chuông và quay ghế lại.
Ca khúc đã xuất hiện trong phim điện ảnh White Chicks (2004) và phim truyền hình Five Days at Memorial (2022).  "This Love" cũng là một bài xuất hiện trong trò chơi điện tử Guitar Hero: On Tour của Nintendo DS, cũng như nằm trong thư viện nội dung tải nhạc của các game Guitar Hero 5 và Rock Band 3.

## Đội ngũ sản xuất
Đội ngũ sản xuất được lấy từ các dòng ghi chú lót bìa của Songs About Jane.
Maroon 5
- Adam Levine – hát, guitar
- Ryan Dusick – trống, bộ gõ
- Jesse Carmichael – keyboard
- James Valentine – guitar
- Mickey Madden – guitar bass

## Bảng xếp hạng
| Bảng xếp hạng (2004)                       | Vị trí cao nhất |
| ------------------------------------------ | --------------- |
| Úc (ARIA)                                  | 8               |
| Áo (Ö3 Austria Top 40)                     | 3               |
| Bỉ (Ultratop 50 Flanders)                  | 21              |
| Bỉ (Ultratop 50 Wallonia)                  | 7               |
| Canada AC Top 30 (Radio & Records)         | 1               |
| Canada CHR/Pop Top 30 (Radio & Records)    | 2               |
| Canada Hot AC Top 30 (Radio & Records)     | 1               |
| CIS (Tophit)                               | 2               |
| Croatia (HRT)                              | 8               |
| Cộng hòa Séc (IFPI)                        | 1               |
| Châu Âu (Eurochart Hot 100)                | 8               |
| Pháp (SNEP)                                | 6               |
| Đức (GfK)                                  | 5               |
| Hy Lạp (IFPI)                              | 1               |
| Hungary (Rádiós Top 40)                    | 1               |
| Ireland (IRMA)                             | 6               |
| Ý (FIMI)                                   | 3               |
| Hà Lan (Dutch Top 40)                      | 3               |
| Hà Lan (Single Top 100)                    | 5               |
| New Zealand (Recorded Music NZ)            | 4               |
| Na Uy (VG-lista)                           | 3               |
| Ba Lan (Polish Airplay Charts)             | 1               |
| Romania (Romanian Top 100)                 | 2               |
| Nga (TopHit)                               | 2               |
| Scotland (OCC)                             | 3               |
| Thụy Điển (Sverigetopplistan)              | 26              |
| Thụy Sĩ (Schweizer Hitparade)              | 4               |
| Anh Quốc (OCC)                             | 3               |
| Hoa Kỳ Billboard Hot 100                   | 5               |
| Hoa Kỳ Adult Alternative Songs (Billboard) | 14              |
| Hoa Kỳ Adult Contemporary (Billboard)      | 3               |
| Hoa Kỳ Adult Pop Airplay (Billboard)       | 1               |
| Hoa Kỳ Dance Club Songs (Billboard)        | 21              |
| Hoa Kỳ Dance/Mix Show Airplay (Billboard)  | 18              |
| Hoa Kỳ Pop Airplay (Billboard)             | 1               |
| Venezuela Pop/Rock Songs (Record Report)   | 1               |

| Bảng xếp hạng (2012)                      | Vị trí cao nhất |
| ----------------------------------------- | --------------- |
| Bảng xếp hạng quốc tế của Hàn Quốc (Gaon) | 59              |

| Bảng xếp hạng (2017)     | Vị trí cao nhất |
| ------------------------ | --------------- |
| Ukraina Airplay (Tophit) | 89              |

| Bảng xếp hạng (2004)                  | Vị trí |
| ------------------------------------- | ------ |
| Úc (ARIA)                             | 60     |
| Áo (Ö3 Austria Top 40)                | 19     |
| Bỉ (Ultratop 50 Flanders)             | 69     |
| Bỉ (Ultratop 50 Wallonia)             | 34     |
| CIS (TopHit)                          | 45     |
| Pháp (SNEP)                           | 77     |
| Đức (Official German Charts)          | 26     |
| Hungary (Rádiós Top 40)               | 15     |
| Ý (FIMI)                              | 12     |
| Hà Lan (Dutch Top 40)                 | 11     |
| Hà Lan (Single Top 100)               | 25     |
| New Zealand (Recorded Music NZ)       | 39     |
| Nga (TopHit)                          | 26     |
| Thụy Sĩ (Schweizer Hitparade)         | 19     |
| UK Singles Chart (OCC)                | 39     |
| Hoa Kỳ Billboard                      | 4      |
| Hoa Kỳ Adult Contemporary (Billboard) | 12     |
| Hoa Kỳ Adult Top 40 (Billboard)       | 1      |
| Hoa Kỳ Mainstream Top 40 (Billboard)  | 3      |

| Xếp hạng (2005)                       | Vị trí |
| ------------------------------------- | ------ |
| Hoa Kỳ Adult Contemporary (Billboard) | 13     |

| Bảng xếp hạng (2011)     | Vị trí |
| ------------------------ | ------ |
| Ukraina Airplay (TopHit) | 181    |

| Xếp hạng (2024)             | Vị trí |
| --------------------------- | ------ |
| Kazakhstan Airplay (TopHit) | 185    |

## Chứng nhận và doanh số
| Quốc gia                                                                                             | Chứng nhận    | Số đơn vị/doanh số chứng nhận |
| --- | ------------- | ----------------------------- |
| Úc (ARIA)                                                                                            | 4× Bạch kim   | 280.000‡                      |
| Brasil (Pro-Música Brasil)                                                                           | Vàng          | 30.000‡                       |
| Canada (Music Canada)                                                                                | Bạch kim      | 80.000*                       |
| Đan Mạch (IFPI Đan Mạch)                                                                             | Bạch kim      | 90.000‡                       |
| Đức (BVMI)                                                                                           | Vàng          | 250.000‡                      |
| Ý (FIMI)                                                                                             | Bạch kim      | 100.000‡                      |
| Nhật Bản (RIAJ)                                                                                      | Vàng          | 100.000*                      |
| México (AMPROFON) Tải trước                                                                          | Bạch kim+Vàng | 150.000*                      |
| New Zealand (RMNZ)                                                                                   | 3× Bạch kim   | 90.000‡                       |
| Hàn Quốc                                                                                             | —             | 1.168.853                     |
| Tây Ban Nha (PROMUSICAE)                                                                             | Bạch kim      | 60.000‡                       |
| Anh Quốc (BPI)                                                                                       | 2× Bạch kim   | 1.200.000‡                    |
| Hoa Kỳ (RIAA)                                                                                        | 2× Bạch kim   | 2.120.000                     |
| * Chứng nhận dựa theo doanh số tiêu thụ. ‡ Chứng nhận dựa theo doanh số tiêu thụ và phát trực tuyến. |               |                               |

## Lịch sử phát hành
| Khu vực       | Ngày                | Định dạng              | Phiên bản                         | Hãng thu âm | Th.khảo |
| ------------- | ------------------- | ---------------------- | --------------------------------- | ----------- | ------- |
| Hoa Kỳ        | 12 tháng 1 năm 2004 | Contemporary hit radio | Bản gốc                           | Octone J    | [ 145 ] |
| Úc            | 8 tháng 3 năm 2004  | CD                     | Bản gốc                           | Octone J    | [ 146 ] |
| Liên hiệp Anh | 19 tháng 4 năm 2004 | CD                     | Bản gốc                           | Octone J    | [ 147 ] |
| Nhiều nước    | Tháng 5 năm 2004    | CD                     | Acoustic bản remix của Kanye West | Octone J    | [ 148 ] |